# Cottus rondeleti
Cottus rondeleti is een endemische zoetwaterdonderpad die alleen voorkomt in drie kleine, van elkaar gescheiden levende, populaties in het stroomgebied van de Hérault (Frankrijk).
Deze vissoort behoort tot de 15 in Europa voorkomende soorten uit het geslacht Cottus. Dit zijn zoetwatervissen uit een familie van zowel zoet- als zoutwatervissen, de donderpadden.
Deze vissoort wordt ernstig bedreigd door verdroging en wateronttrekking, mede als gevolg van klimaatverandering, in dit deel van Frankrijk.